# Selección femenina de fútbol de Ucrania
La selección femenina de fútbol de Ucrania representa a Ucrania en las competiciones internacionales de fútbol femenino. Forma parte de la FIFA y la UEFA, y su organización corre a cargo de la FFU.
La selección se creó en 1993, dos años después de la independencia del país. Tras perder las repescas del Mundial 1999 y la Eurocopa 2001, a la tercera fue la vencida y en 2009 Ucrania se clasificó por primera vez para la Eurocopa tras superar a Eslovenia. Ganaron a Finlandia (el anfitrión), pero antes perdieron contra Holanda y Dinamarca, con lo que no pasaron a cuartos.
Es el único torneo que han jugado; nunca se han clasificado para el Mundial ni los Juegos Olímpicos. En la repesca de la Eurocopa 2013 perdieron contra Islandia.

## Datos
| Estado          | Ucrania                                                                                      |
| Código FIFA     | UKR                                                                                          |
| Asociación      | UEFA                                                                                         |
| Confederación   | FFU                                                                                          |
| Seleccionador   | Llúis Cortés                                                                                 |
| Ranking FIFA    | 24.º (Dic. 2013)                                                                             |
| Debut           | Ucrania 0-2 Rusia (29-08-1993)                                                               |
| Mayor victoria  | Ucrania 7-0 Bosnia (25-10-2009)                                                              |
| Mayor derrota   | Brasil 7-0 Ucrania (14-01-1996), Estados Unidos 7-0 Ucrania (10-07-2005)                     |
| Participaciones | Mundial: Ninguna Juegos Olímpicos: Ninguna Eurocopa: 1. Mejor resultado: Fase de grupos, 4.º |

## Copa Mundial Femenina de Fútbol
| Año   | Resultado                               | PJ                                      | PG                                      | PE                                      | PP                                      | GF                                      | GC                                      |
| ----- | --------------------------------------- | --------------------------------------- | --------------------------------------- | --------------------------------------- | --------------------------------------- | --------------------------------------- | --------------------------------------- |
| 1991  | No participó (parte de Unión Soviética) | No participó (parte de Unión Soviética) | No participó (parte de Unión Soviética) | No participó (parte de Unión Soviética) | No participó (parte de Unión Soviética) | No participó (parte de Unión Soviética) | No participó (parte de Unión Soviética) |
| 1995  | No clasificó                            | No clasificó                            | No clasificó                            | No clasificó                            | No clasificó                            | No clasificó                            | No clasificó                            |
| 1999  | No clasificó                            | No clasificó                            | No clasificó                            | No clasificó                            | No clasificó                            | No clasificó                            | No clasificó                            |
| 2003  | No clasificó                            | No clasificó                            | No clasificó                            | No clasificó                            | No clasificó                            | No clasificó                            | No clasificó                            |
| 2007  | No clasificó                            | No clasificó                            | No clasificó                            | No clasificó                            | No clasificó                            | No clasificó                            | No clasificó                            |
| 2011  | No clasificó                            | No clasificó                            | No clasificó                            | No clasificó                            | No clasificó                            | No clasificó                            | No clasificó                            |
| 2015  | No clasificó                            | No clasificó                            | No clasificó                            | No clasificó                            | No clasificó                            | No clasificó                            | No clasificó                            |
| 2019  | No clasificó                            | No clasificó                            | No clasificó                            | No clasificó                            | No clasificó                            | No clasificó                            | No clasificó                            |
| Total | 0/8                                     | 0                                       | 0                                       | 0                                       | 0                                       | 0                                       | 0                                       |

## Fútbol en los Juegos Olímpicos
| Año   | Ronda        | Posición     | PJ           | PG           | PE           | PP           | GF           | GC           |
| ----- | ------------ | ------------ | ------------ | ------------ | ------------ | ------------ | ------------ | ------------ |
| 1996  | No clasificó | No clasificó | No clasificó | No clasificó | No clasificó | No clasificó | No clasificó | No clasificó |
| 2000  | No clasificó | No clasificó | No clasificó | No clasificó | No clasificó | No clasificó | No clasificó | No clasificó |
| 2004  | No clasificó | No clasificó | No clasificó | No clasificó | No clasificó | No clasificó | No clasificó | No clasificó |
| 2008  | No clasificó | No clasificó | No clasificó | No clasificó | No clasificó | No clasificó | No clasificó | No clasificó |
| 2012  | No clasificó | No clasificó | No clasificó | No clasificó | No clasificó | No clasificó | No clasificó | No clasificó |
| 2016  | No clasificó | No clasificó | No clasificó | No clasificó | No clasificó | No clasificó | No clasificó | No clasificó |
| 2020  | No clasificó | No clasificó | No clasificó | No clasificó | No clasificó | No clasificó | No clasificó | No clasificó |
| Total |              | 0/7          | 0            | 0            | 0            | 0            | 0            | 0            |

## Eurocopa Femenina
| Año   | Ronda          | PJ           | PG           | PE           | PP           | GF           | GC           |              |
| ----- | -------------- | ------------ | ------------ | ------------ | ------------ | ------------ | ------------ | ------------ |
| 1984  | No clasificó   | No clasificó | No clasificó | No clasificó | No clasificó | No clasificó | No clasificó | No clasificó |
| 1987  | No clasificó   | No clasificó | No clasificó | No clasificó | No clasificó | No clasificó | No clasificó | No clasificó |
| 1989  | No clasificó   | No clasificó | No clasificó | No clasificó | No clasificó | No clasificó | No clasificó | No clasificó |
| 1991  | No clasificó   | No clasificó | No clasificó | No clasificó | No clasificó | No clasificó | No clasificó | No clasificó |
| 1993  | No clasificó   | No clasificó | No clasificó | No clasificó | No clasificó | No clasificó | No clasificó | No clasificó |
| 1995  | No clasificó   | No clasificó | No clasificó | No clasificó | No clasificó | No clasificó | No clasificó | No clasificó |
| 1997  | No clasificó   | No clasificó | No clasificó | No clasificó | No clasificó | No clasificó | No clasificó | No clasificó |
| 2001  | No clasificó   | No clasificó | No clasificó | No clasificó | No clasificó | No clasificó | No clasificó | No clasificó |
| 2005  | No clasificó   | No clasificó | No clasificó | No clasificó | No clasificó | No clasificó | No clasificó | No clasificó |
| 2009  | Fase de grupos | 3            | 1            | 0            | 2            | 2            | 4            |              |
| 2013  | No clasificó   | No clasificó | No clasificó | No clasificó | No clasificó | No clasificó | No clasificó | No clasificó |
| 2017  | No clasificó   | No clasificó | No clasificó | No clasificó | No clasificó | No clasificó | No clasificó | No clasificó |
| 2022  | No clasificó   | No clasificó | No clasificó | No clasificó | No clasificó | No clasificó | No clasificó | No clasificó |
| Total | -              | 3            | 1            | 0            | 2            | 2            | 4            |              |